# Živoj
Živoj (Живой) è un film del 2006 diretto da Aleksandr Veledinskij.

## Trama
Il film racconta di un soldato di nome Kir, che torna a casa da sua madre e dalla sua ragazza dopo la guerra in Cecenia, in cui ha perso metà della sua gamba e tutti i suoi amici. Nonostante il fatto che la guerra sia effettivamente finita, il ragazzo ne conserva pesanti ricordi.